# ذي عرس (بكيل المير)

تعديل مصدري - تعديل

ذي عرس هي إحدى قرى عزلة صبران بمديرية بكيل المير التابعة لمحافظة حجة، بلغ تعداد سكانها 16 نسمة حسب تعداد اليمن لعام 2004.